# Proclitus tricolor
Proclitus tricolor är en stekelart som först beskrevs av Joseph Kriechbaumer 1896.  Proclitus tricolor ingår i släktet Proclitus och familjen brokparasitsteklar. Inga underarter finns listade i Catalogue of Life.